# Afraflacilla milledgei
Afraflacilla milledgei is een spinnensoort in de taxonomische indeling van de springspinnen (Salticidae).
Het dier behoort tot het geslacht Afraflacilla. De wetenschappelijke naam van de soort werd voor het eerst geldig gepubliceerd in 2002 door Marek Żabka & Gray.

## Voorkoemn
De soort komt voor in het westen van Australië.